# Derek Chatterton
Derek Chatterton (Lincolnshire, 31 de enero de 1945) es un expiloto de motociclismo británico, que participó en el Campeonato del Mundo de Motociclismo entre 1968 y 1977.

## Biografía
Los inicios de Chatterton en el mundo del motociclismo fueron de muy joven. Ya a los 16 años, disputó carreras en Cadwell Park en 1961. Empezó a destcacar con buenos resultados cuando en Mallory Park consiguió tercero en la carrera júnior. En 1967, a bordo de una Ducati consiguió el Campeonato Británico de velocidad de 250cc (un título que repetería en 1970 en la cilindrada de 350cc). En 1974, Chatterton conseguía una impresionante victorias en 500cc en Cadwell Park por delante del supercampeón Giacomo Agostini at Cadwell Park.
Chatterton también corrió en el Campeonato del Mundo de Motociclismo. Su mejor temporada fue en 1975 cuando acabó en la 15.ª lugar de la categoría de 250cc. En el Gran Premio de Gran Bretaña de 1977 de 500cc, Chatterton acabó en séptimo lugar a bordo de una Suzuki RG500. También fue dos veces campeón en la North West 200 la clásica carrera de Irlanda del Norte,ganando en 1971 y 1975 con una Yamaha en 250cc. Chatterton corrió regularmente en la TT Isla de Man desde 1968 hasta 1991. Su mejor resultado fue un segundo lugar en la categoría de Lightweight 250cc de 1975 con una Chat Yamaha. Durante los entrenamientos de 1991 de la Isla de Man, sufrió un accidente que tuvo como resultado varias lesiones que le obligaron a retirarse de la competición.
Chatterton estuvo ligado a la industria del motociclismo, dirige su negocio de motocicletas (Chatterton Motors) y todavía está activo en eventos automovilísticos tales como el Centenario de 1998 TT holandés en Assen, la reunión de Scarborough del 60 aniversario en Olivers Mount, la reunión del 80 aniversario de Cadwell Park 2014 o en el Donington Park Classic Motorcycle Festival donde desfiló con una moto Yamaha TZ 350cc.

## Resultados en el Campeonato del Mundo
Sistema de puntuación desde 1969 hasta 1987:
| Posición | 1.º | 2.º | 3.º | 4.º | 5.º | 6.º | 7.º | 8.º | 9.º | 10.º |
| Puntos   | 15  | 12  | 10  | 8   | 6   | 5   | 4   | 3   | 2   | 1    |

### Carreras por año
(Carreras en negrita indica pole position, carreras en cursiva indica vuelta rápida)
| Año  | Cat.  | Moto        | 1     | 2     | 3        | 4       | 5       | 6     | 7       | 8     | 9     | 10    | 11    | 12    | 13    | Pts. | Pos. |
| ---- | ----- | ----------- | ----- | ----- | -------- | ------- | ------- | ----- | ------- | ----- | ----- | ----- | ----- | ----- | ----- | ---- | ---- |
| 1968 | 125cc | Mondial     | GER - | ESP - | IOM Ret  | NED -   |         | RDA - | CZE -   | FIN - | ULS - | NAT - |       |       |       | 0    | -    |
| 1968 | 250cc | Yamaha      | GER - | ESP - | IOM 10   | NED -   | BEL -   | RDA - | CZE -   | FIN - | ULS - | NAT - |       |       |       | 3    | 13.º |
| 1968 | 350cc | Yamaha      | GER - | ESP - | IOM Ret  | NED -   |         | RDA - | CZE -   | FIN - | ULS - | NAT - |       |       |       | 0    | -    |
| 1969 | 250cc | Yamaha      | ESP - | GER - | FRA -    | IOM 6   | NED -   | BEL - | RDA -   | CZE - | FIN - | ULS - | NAT - | YUG - |       | 5    | 29.º |
| 1969 | 350cc | Chat Yamaha | ESP - | GER - |          | IOM Ret | NED -   |       | RDA -   | CZE - | FIN - | ULS - | NAT - | YUG - |       | 0    | -    |
| 1970 | 125cc | Yamaha      | GER - | FRA - | YUG -    | IOM 12  | NED Ret | BEL - | DDR -   | CZE - | FIN - |       | NAT - | ESP - |       | 0    | -    |
| 1970 | 250cc | Yamaha      | GER - | FRA - | YUG -    | IOM 11  | NED Ret | BEL - | DDR -   | CZE - | FIN - | ULS 7 | NAT - | ESP - |       | 4    | 35.º |
| 1970 | 350cc | Yamaha      | GER - |       | YUG -    | IOM Ret | NED Ret |       | DDR -   | CZE - | FIN - | ULS - | NAT - | ESP - |       | 0    | –    |
| 1971 | 250cc | Yamaha      | AUT - | GER - | IOM Ret- | NED -   | BEL -   | DDR - | CZE -   | SWE - | FIN - | ULS - | NAT - | ESP - |       | 0    | -    |
| 1971 | 500cc | Yamaha      | AUT - | GER - | IOM Ret- | NED -   | BEL -   | DDR - | CZE -   | SWE - | FIN - | ULS - | NAT - | ESP - |       | 0    | -    |
| 1972 | 250cc | Yamaha      | GER - | FRA - | AUT -    | NAT -   | IOM 7   | YUG - | NED 11  | BEL - | RFA - | CZE - | SWE - | FIN - | ESP - | 4    | 28.º |
| 1972 | 350cc | Yamaha      | GER - | FRA - | AUT -    | NAT -   | IOM 5   | YUG - | NED -   |       | RFA - | CZE - | SWE - | FIN - | ESP - | 6    | 24.º |
| 1972 | 500cc | Yamaha      | GER - | FRA - | AUT -    | NAT -   | IOM 5   | YUG - | NED -   | BEL - | RFA - | CZE - | SWE - | FIN - | ESP - | 8    | 28.º |
| 1973 | 250cc | Yamaha      | FRA - | AUT - | GER -    |         | IOM 4   | YUG - | NED -   | BEL - | CZE - | SWE - | FIN - | ESP - |       | 8    | 24.º |
| 1973 | 350cc | Chat Yamaha | FRA - | AUT - | GER -    | NAT -   | IOM 6   | YUG - | NED Ret |       | CZE - | SWE - | FIN - | ESP - |       | 5    | 31.º |
| 1973 | 500cc | Yamaha      | FRA - | AUT - | GER -    |         | IOM Ret | YUG - | NED 7   | BEL - | CZE - | SWE - | FIN - | ESP - |       | 4    | 37.º |
| 1974 | 350cc | Chat Yamaha | FRA - | GER - | AUT -    | NAT -   | IOM Ret | NED - |         | SWE - | FIN - |       | YUG - | ESP - |       | 0    | -    |
| 1974 | 500cc | Chat Yamaha | FRA - | GER - | AUT -    | NAT -   | IOM Ret | NED - | BEL -   | SWE - | FIN - | CZE - |       |       |       | 0    | -    |
| 1975 | 250cc | Yamaha      | FRA - | ESP - |          | GER -   | NAT -   |       | IOM 2   | NED - | BEL - | SWE - | FIN - | CZE - | YUG - | 12   | 16.º |
| 1975 | 350cc | Yamaha      | FRA - | ESP - | AUT -    | GER -   | NAT -   | IOM 5 | NED -   |       |       | FIN - | CZE - | YUG - |       | 6    | 24.º |
| 1975 | 500cc | Yamaha      | FRA - |       | AUT -    | GER -   | NAT -   |       | IOM 19  | NED - | BEL - | SWE - | FIN - | CZE - |       | 0    | -    |
| 1976 | 250cc | Yamaha      | FRA - |       | NAT -    | YUG -   | IOM 11  | NED - | BEL -   | SWE - | FIN - | CZE - | GER - | ESP - |       | 0    | -    |
| 1976 | 350cc | Yamaha      | FRA - | AUT - | NAT -    | YUG -   | IOM 6   | NED - |         |       | FIN - | CZE - | GER - | ESP - |       | 5    | 26.º |
| 1976 | 500cc | Yamaha      | FRA - | AUT - | NAT -    |         | IOM Ret | NED - | BEL -   | SWE - | FIN - | CZE - | GER - |       |       | 0    | -    |
| 1977 | 500cc | Suzuki      | VEN - | AUT - | GER -    | NAT -   |         | FRA - |         | NED - | BEL - | SWE - | FIN - | CZE - | GBR 7 | 4    | 23.º |